# Caso Pedrinho
O Caso Pedrinho refere-se ao sequestro do bebê, Pedro Rosalino Braule Pinto, ocorrido em 21 de janeiro de 1986 no Hospital Santa Lúcia, na Asa Sul no Plano Piloto de Brasília do Distrito Federal.

## História

### Sequestro
Pedrinho, ou Pedro Rosalino Braule Pinto, nasceu no Hospital Santa Lúcia, em Brasília, no dia 21 de janeiro de 1986. Sua mãe, Maria Auxiliadora Braule Pinto, recuperava-se do parto na maternidade do local, quando uma mulher vestida de enfermeira afirmou que levaria o bebê para realizar exames. Maria só veria seu filho novamente apenas 16 anos depois.
A falsa auxiliar médica era Vilma Martins Costa, uma empresária moradora de Goiânia. Fugindo com o bebê de apenas 13 horas de vida, ela o levou para sua casa, onde o criou até a adolescência. Pedro também teve seu nome alterado — depois do sequestro, passou a ser chamado de Osvaldo Martins Borges. Não apenas chamado, como também oficialmente registrado. Na casa de Vilma, estava também outra criança — Roberta Jamilly Martins Borges —, nome dado pela mulher à Aparecida Fernanda Ribeiro da Silva, que também havia sido sequestrada anos antes. Os dois foram criados como irmãos em Goiânia.

### Investigação
O crime só foi descoberto porque Gabriela Azeredo Borges, neta do marido de Vilma, começou a desconfiar que Osvaldo era o recém-nascido sequestrado em Brasília. Isso porque ela viu a foto dele no site SOS Criança, órgão da Secretaria de Segurança Pública do Distrito Federal, e notou semelhanças com o neto do avô. A partir daí, continuou a investigar o caso pela internet.
Ao acessar o site Missing Kids, ela encontrou uma foto do pai biológico de Pedrinho e também o achou parecido com Osvaldo e, então, ligou para a instituição, em Brasília, em outubro de 2002. A polícia retomou as investigações do caso.
Vilma Martins foi condenada, em 2003, a 15 anos e nove meses de prisão por subtrair Pedro Rosalino, o Pedrinho, e Aparecida Fernanda Ribeiro da Silva, retirados de maternidades de Brasília e Goiânia em 1986 e 1979, respectivamente. Em agosto de 2008, depois de ter cumprido um terço da pena, obteve a liberdade condicional.

### Atualmente
Pedro Rosalino atualmente é casado e advogado e possui 2 filhos. Entretanto, o seu nome voltou aos noticiários, pois a empresa de advocacia onde trabalhava defendeu o ex-futebolista Robinho, condenado por estupro na Itália, que teve sua prisão ratificada pelo Superior Tribunal de Justiça em 2024. Antes, também havia sido citado ao defender o então senador Aécio Neves em 2016, investigado na época pela Operação Lava Jato.